# TeXstudio
TeXstudio — це крос-платформовий редактор LATEX із відкритим кодом, подібний до Texmaker.
TeXstudio є інтегрованим середовищем розробки (IDE) для LATEX, яке підтримує сучасні методи для роботи з кодом, як-от інтерактивна перевірка правопису, згортання коду, і підсвітка синтаксису. Він розповсюджується без пакету LATEX — користувач повинен самостійно вибрати та встановити потрібний дистрибутив LATEX.
TeXstudio, який спочатку називався TexMakerX, з'явився як відгалуження програми Texmaker, у якому її намагалися розширити за допомогою додаткової функціональності, зберігаючи при цьому зовнішній вигляд та поведінку. Він запускається під Windows, Unix/Linux, BSD, та Mac OS X.

## Можливості[4]
TeXstudio має багато корисних можливостей, необхідних при редагуванні початкового коду ΤΕΧ/LATEX, таких як:
- Автодоповнення
- Підтримка написання скриптів
- Майстри для рисунків, таблиць, формул (майстри використовують GUI для візуального і зручного для користувача створення структур зі складним кодом)
- Підтримка Drag & Drop для рисунків
- Система шаблонів
- Підсвітка синтаксису
- Перевірка правопису
- Інтегрований переглядач PDF
- Автоматично оновлюваний перегляд для формул і сегментів коду в місці редагування
- Підтримка SVN
- Інтеграція з бібліографічними менеджерами BibTeX та BibLaTeX
- Експорт у формат HTML
- Лексичний аналіз документа (кількість слів, частота слів, частота фраз тощо)

## Історія
TeXstudio відгалузився від Texmaker у 2009 році. Причинами цього були невідкритий процес розробки Texmaker і різні філософії стосовно конфігурування і можливостей. Спочатку він називався TeXmakerX, оскільки розроблявся як маленький набір розширень до Texmaker у розрахунку на те, що вони коли-небудь будуть інтегровані в Texmaker. Незважаючи на те, що в деяких місцях TeXstudio бере початок від Texmaker, істотні зміни у функціональності та кодової бази роблять його повністю незалежною програмою.